# Titanicmonument

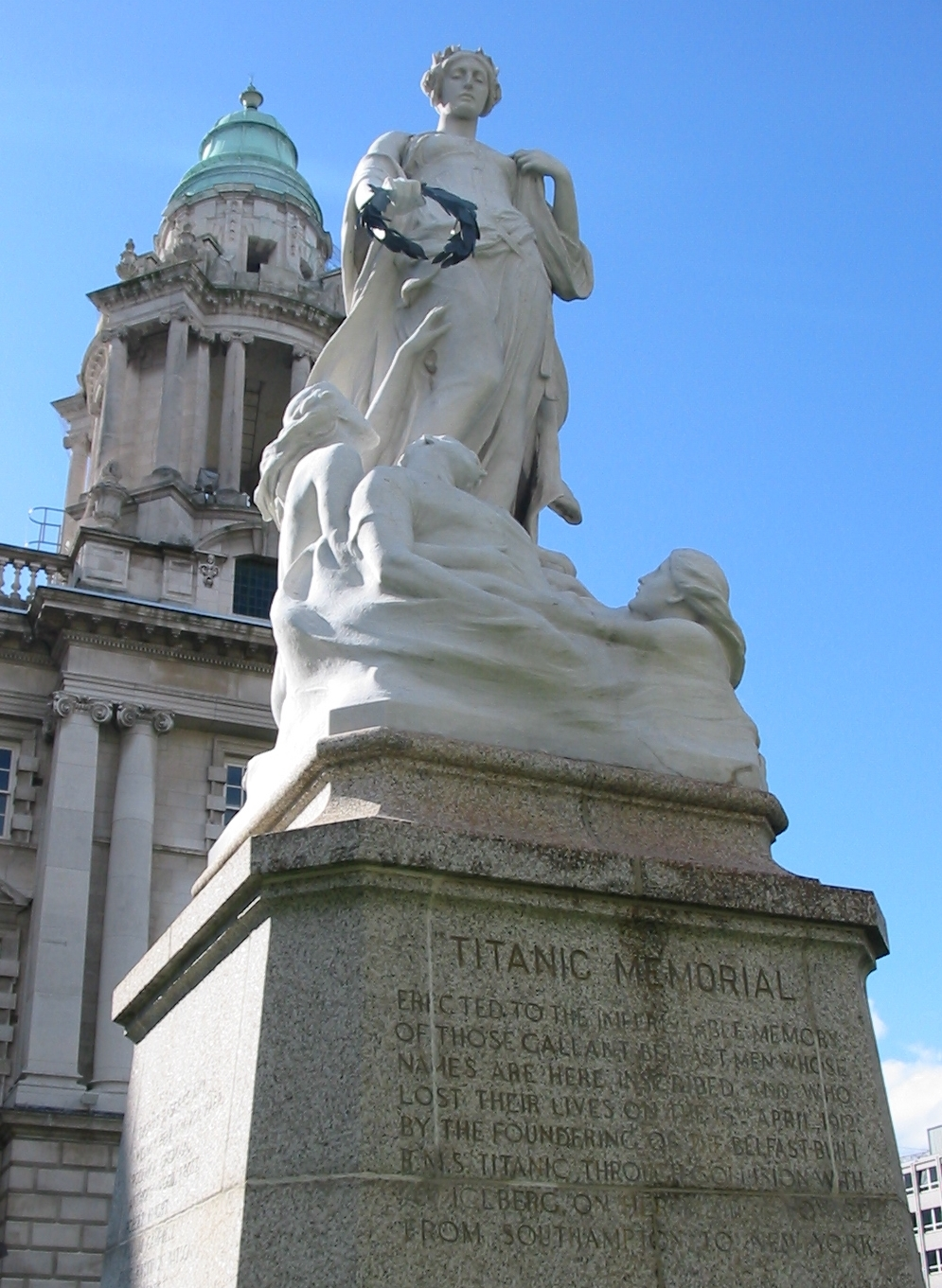
Het Titanicmonument in Belfast

Het Titanicmonument is een monument ter nagedachtenis aan de scheepsramp met de RMS Titanic in Belfast. Het monument werd ontworpen door de Britse beeldhouwer Sir Thomas Brock en is geplaatst op Donegall Square op het terrein van het stadhuis van Belfast. Het beeld, in eerste instantie vooral bedoeld voor de ruimt twintig inwoners van Belfast die bij de ramp om het leven waren gekomen, werd op 26 juni 1920 onthuld.

## Achtergrond
Op 15 april 1912 zonk de Titanic, een onzinkbaar geacht schip, tijdens haar eerste reis, na een aanvaring met een ijsberg in de Noordelijke Atlantische Oceaan. Daarbij kwamen 1504 mensen om het leven. Tweeëntwintig van hen kwamen uit Belfast. Onder hen was een groot aantal werknemers van de scheepswerf Harland and Wolff die het schip gebouwd had. Deze medewerkers waren meegereisd om onderweg eventuele calamiteiten te kunnen oplossen. De overige Belfastenaren maakten deel uit van de crew van het schip. Vrijwel onmiddellijk na de ramp besloot de gemeenteraad van Belfast dat er een monument moest komen. De benodigde gelden voor de oprichting van het monument werden grotendeels door de bevolking van Belfast opgebracht, terwijl ook de bouwer, de ontwerper (Thomas Andrews) en de eigenaar van het schip (de White Star Line) een bijdrage leverden. De gerenommeerde Engelse beeldhouwer Thomas Brock werd belast met het ontwerp van het monument. Dat het nog tot 1920 zou duren voordat het monument werd onthuld, was voornamelijk te wijten aan de Eerste Wereldoorlog, die ruim twee jaar na de scheepsramp uitbrak.

## Het monument

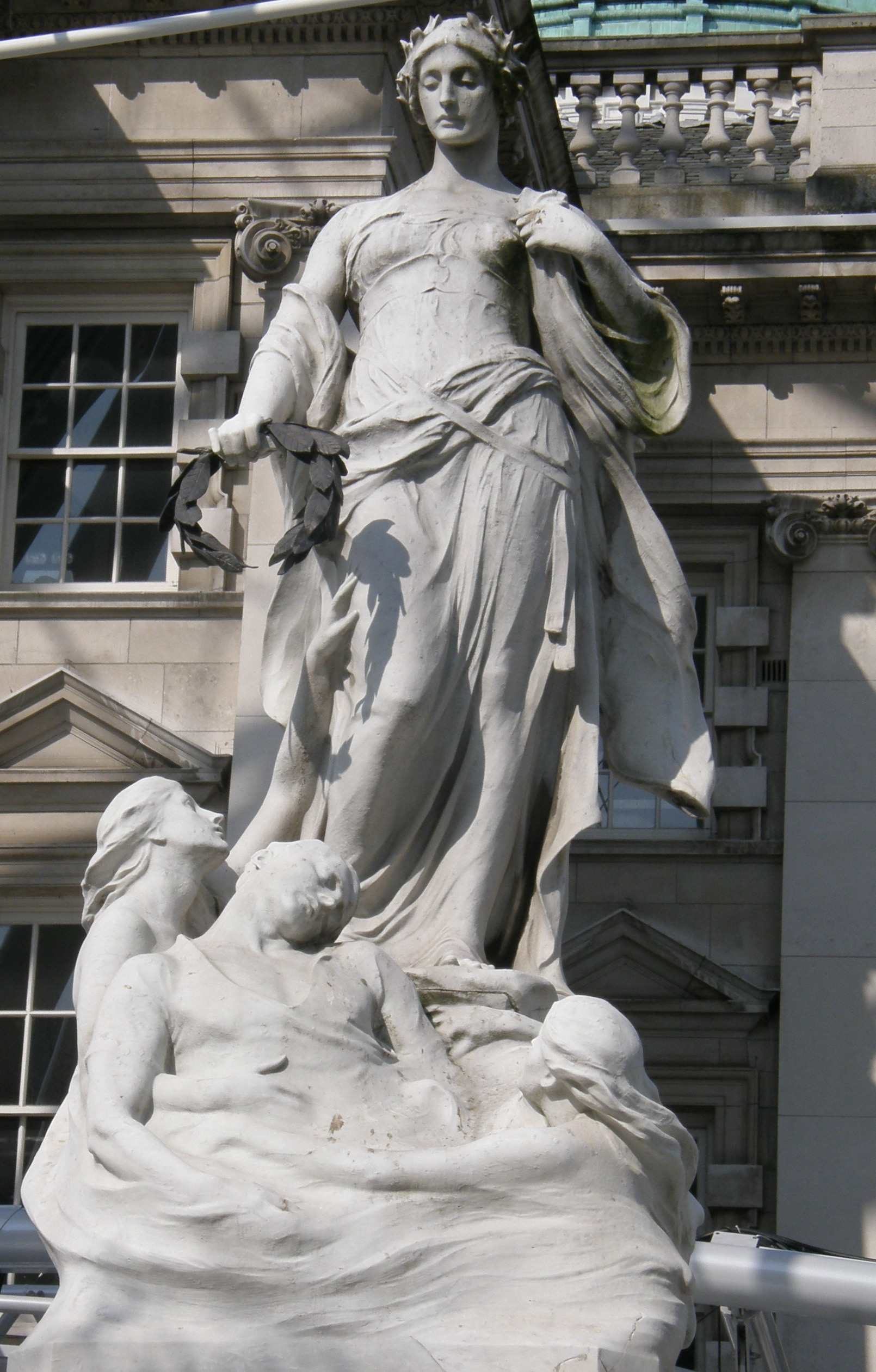
De beeldengroep

Het monument bestaat uit een beeldengroep op een sokkel. De beeldengroep zelf is bijna zeven meter hoog. Hoofdfiguur is een vrouw die het noodlot voorstelt. Zij houdt een lauwerkrans boven het hoofd van een overleden zeeman die boven de golven wordt uitgetild door twee vrouwelijke figuren die zeemeerminnen voorstellen. Het geheel is vervaardigd uit Carrara-marmer. Op de voorzijde van de sokkel staat de volgende tekst:
Erected to the imperishable memory of those gallant Belfastmen whose names are here inscribed and who lost their lives on the 15th April 1912, by the foundering of the Belfast-built R.M.S. Titanic, through collision with an iceberg, on her maiden voyage from Southampton to New York. Their devotion to duty and heroic conduct, through which the lives of many of those on board were saved, have left a record of calm fortitude and self-sacrifice which will ever remain an inspiring example to succeeding generations. Greater love hath no man than this, that a man lay down his life for his friends.
Op de andere zijden van de sokkel staan de namen van de tweeëntwintig mannen vermeld.

## Herplaatsing, restauratie en aanleg van de herinneringstuin

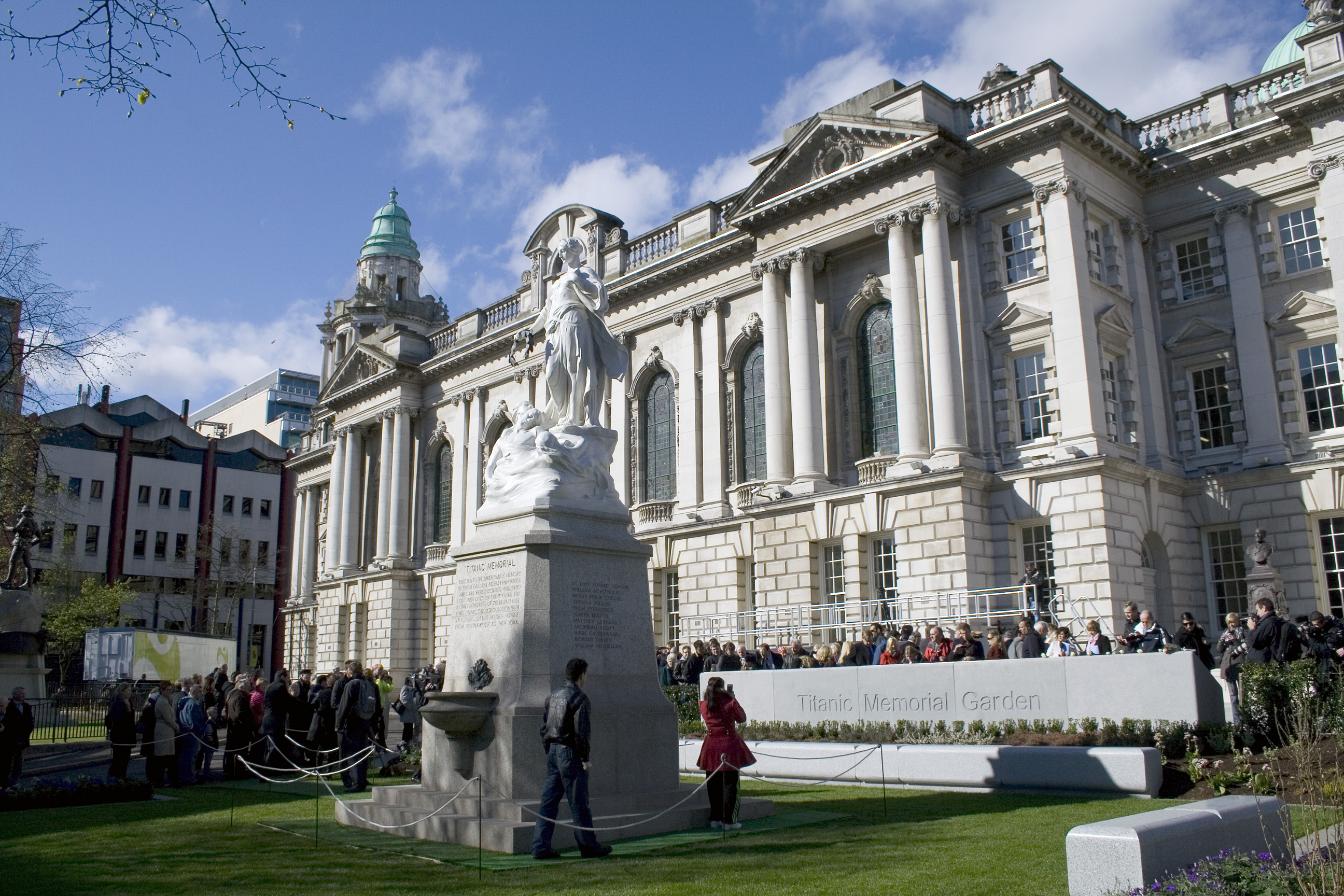
Opening van de herinneringstuin op 15 april 2012

Het beeld dat aanvankelijk midden op het plein stond voor het stadhuis, werd in 1956 verplaatst naar een minder centrale plaats op hetzelfde plein omdat het in de weg stond voor het toenemende autoverkeer. In 1994 werd het monument gerestaureerd, waarbij ook de waterpartij aan de voet van het oorspronkelijke monument, die bij de verplaatsing in 1956 was verwijderd, weer werd teruggeplaatst. Ter gelegenheid van de honderdjarige herdenking van de scheepsramp in 2012, werd rond het beeld een herinneringstuin aangelegd. Opvallend zijn hier de lage muren waarop nu de namen van alle 1504 slachtoffers van de ramp zijn aangebracht.